# Liebherrstraße 8 (München)

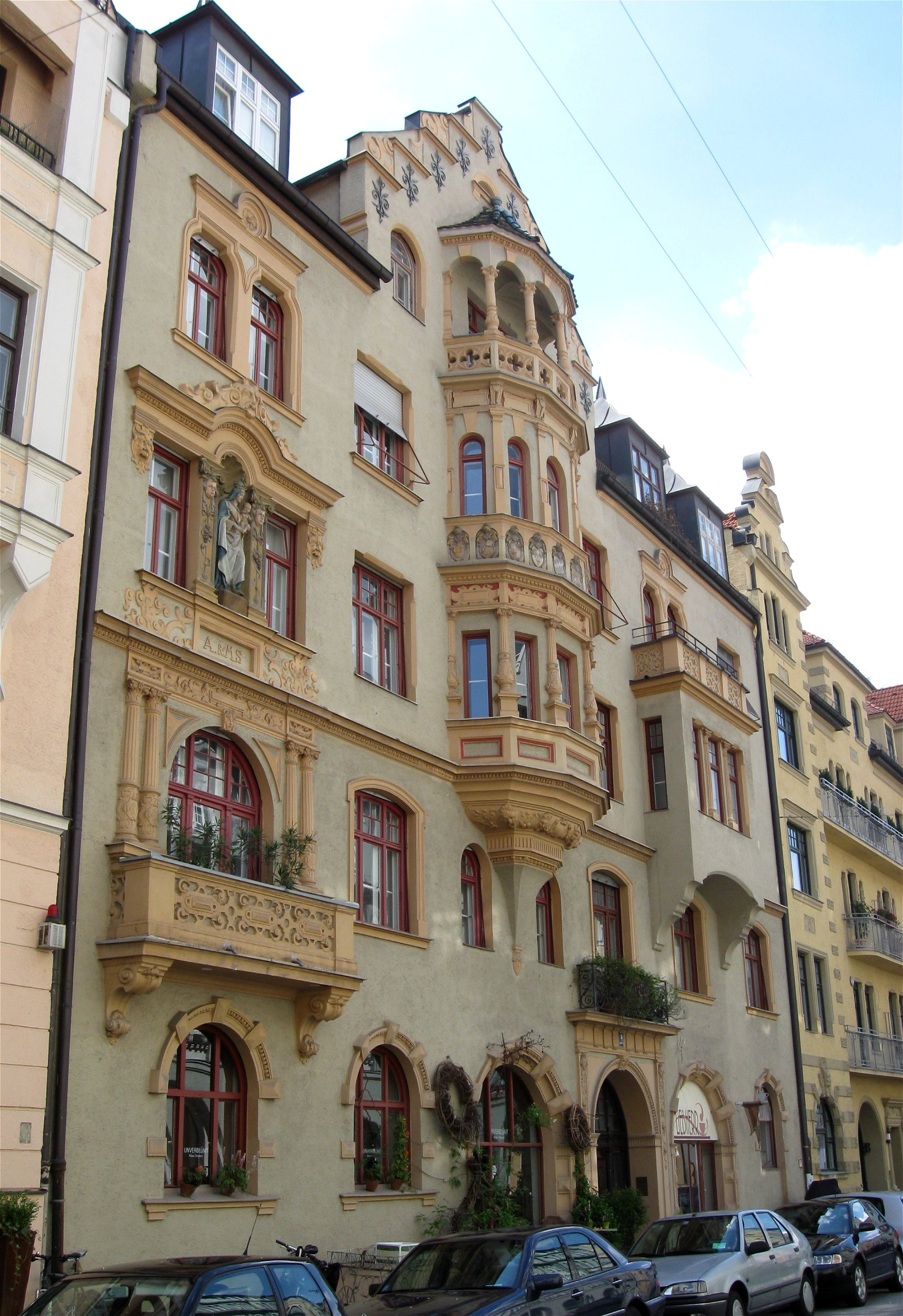
Haus Liebherrstraße 8 in München

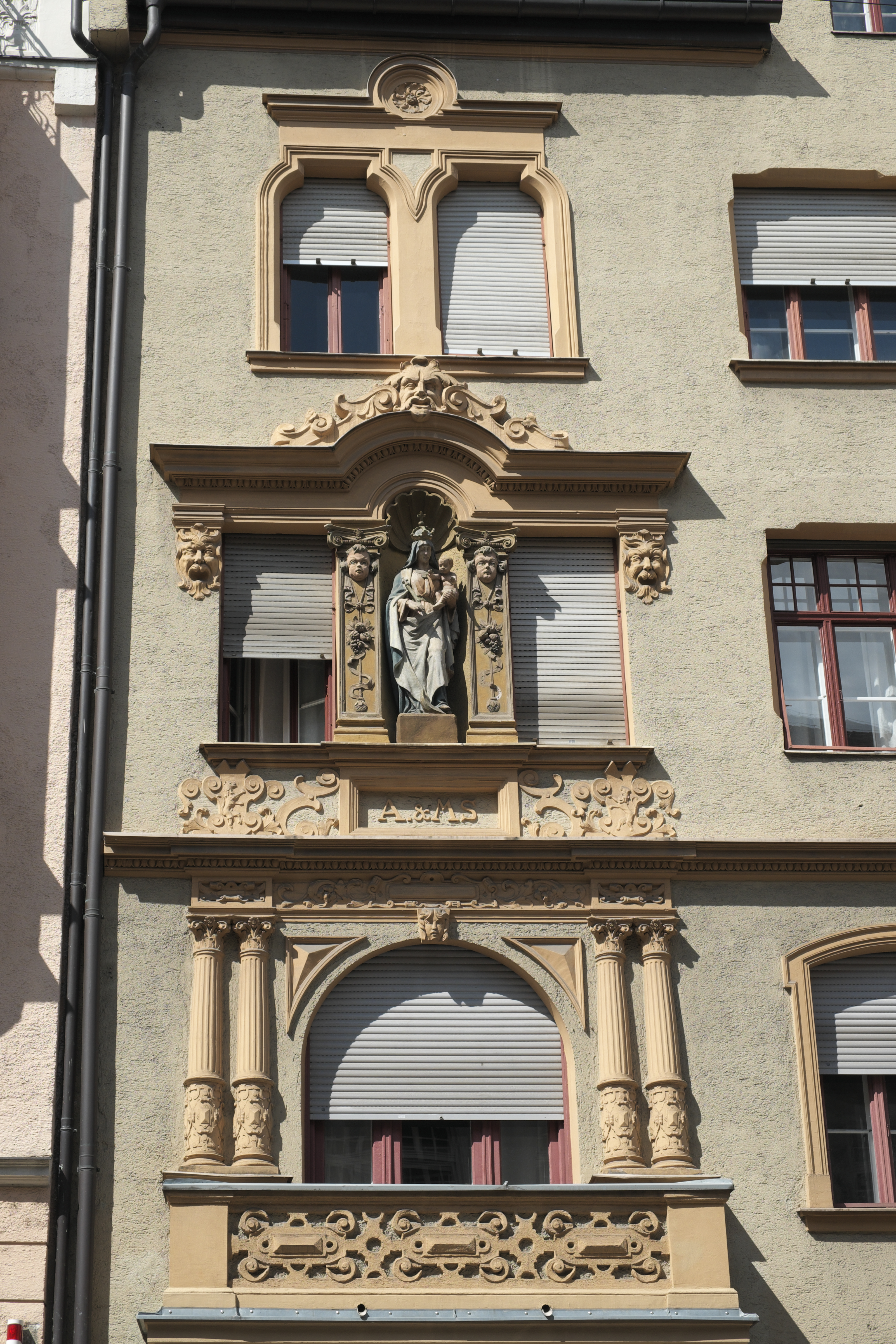
Hausfigur der Madonna mit Kind

Das Gebäude Liebherrstraße 8 im Stadtteil Lehel in München wurde um 1904 errichtet. Das Wohnhaus ist ein geschütztes Baudenkmal.

## Geschichte
Das Gebäude im Stil der deutschen Renaissance wurde von dem Architekten Adolf Wentzel für den Bauunternehmer August Spies errichtet. Das malerische Anwesen mit kräftig gegliederter Front ist weitgehend original erhalten. Die Erker sind mit reichem plastischem Dekor versehen. An der linken Fassadenfront steht zwischen zwei Fenstern eine Skulptur der Madonna mit Kind, die von zwei Pilastern gerahmt wird. Das Portal ist ebenfalls reich gestaltet.

## Fassadenschmuck und Tür

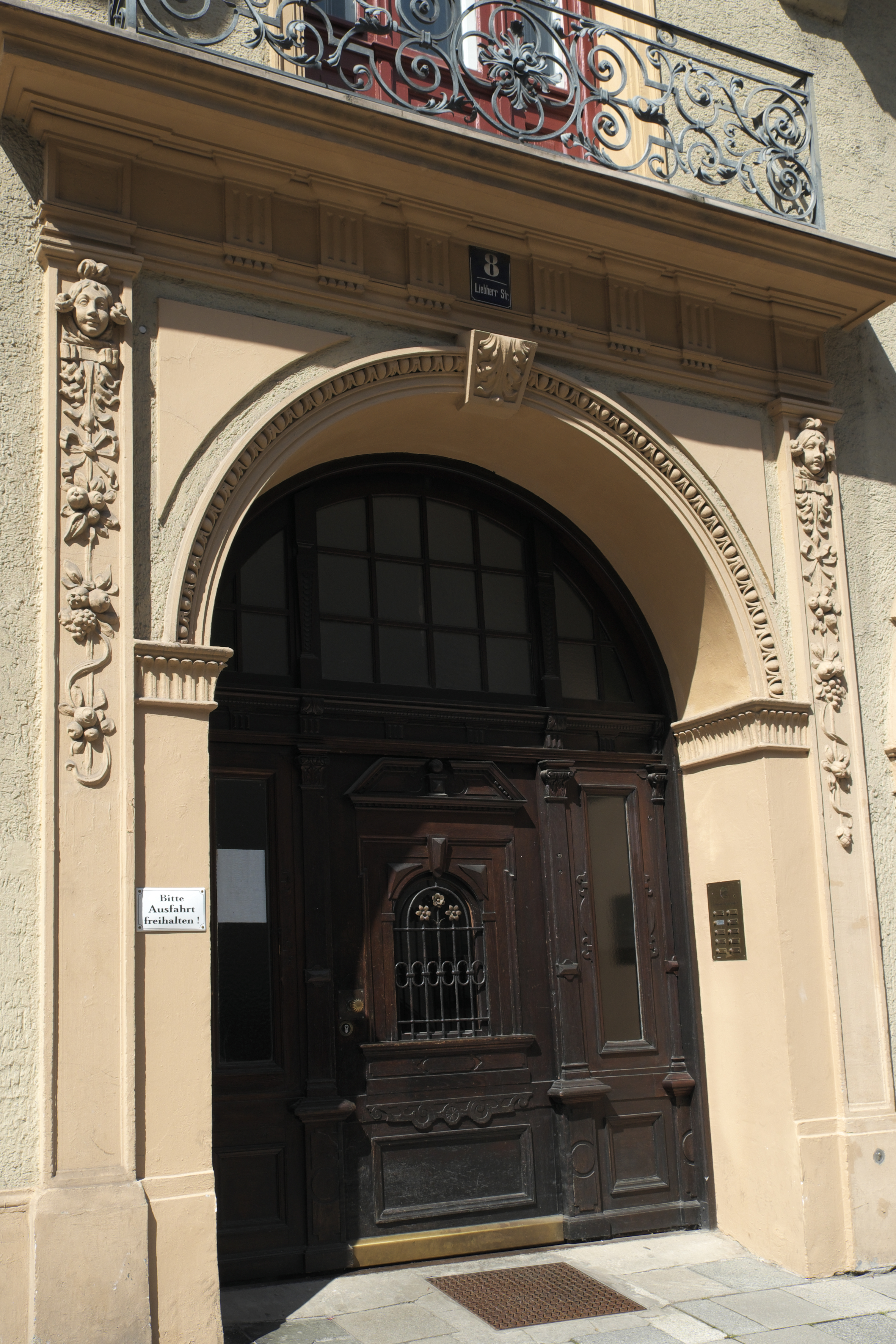
Portal
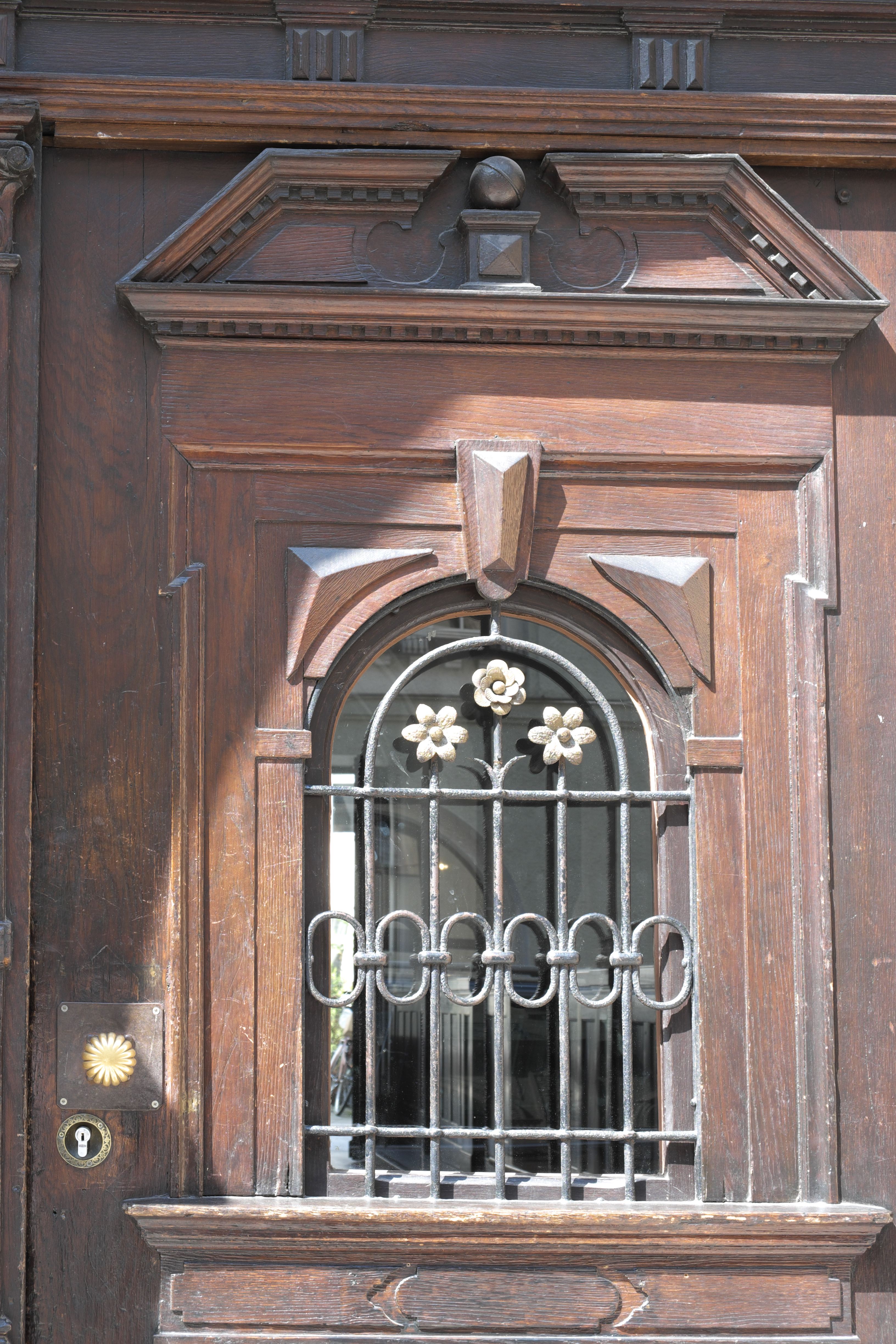
Türblatt
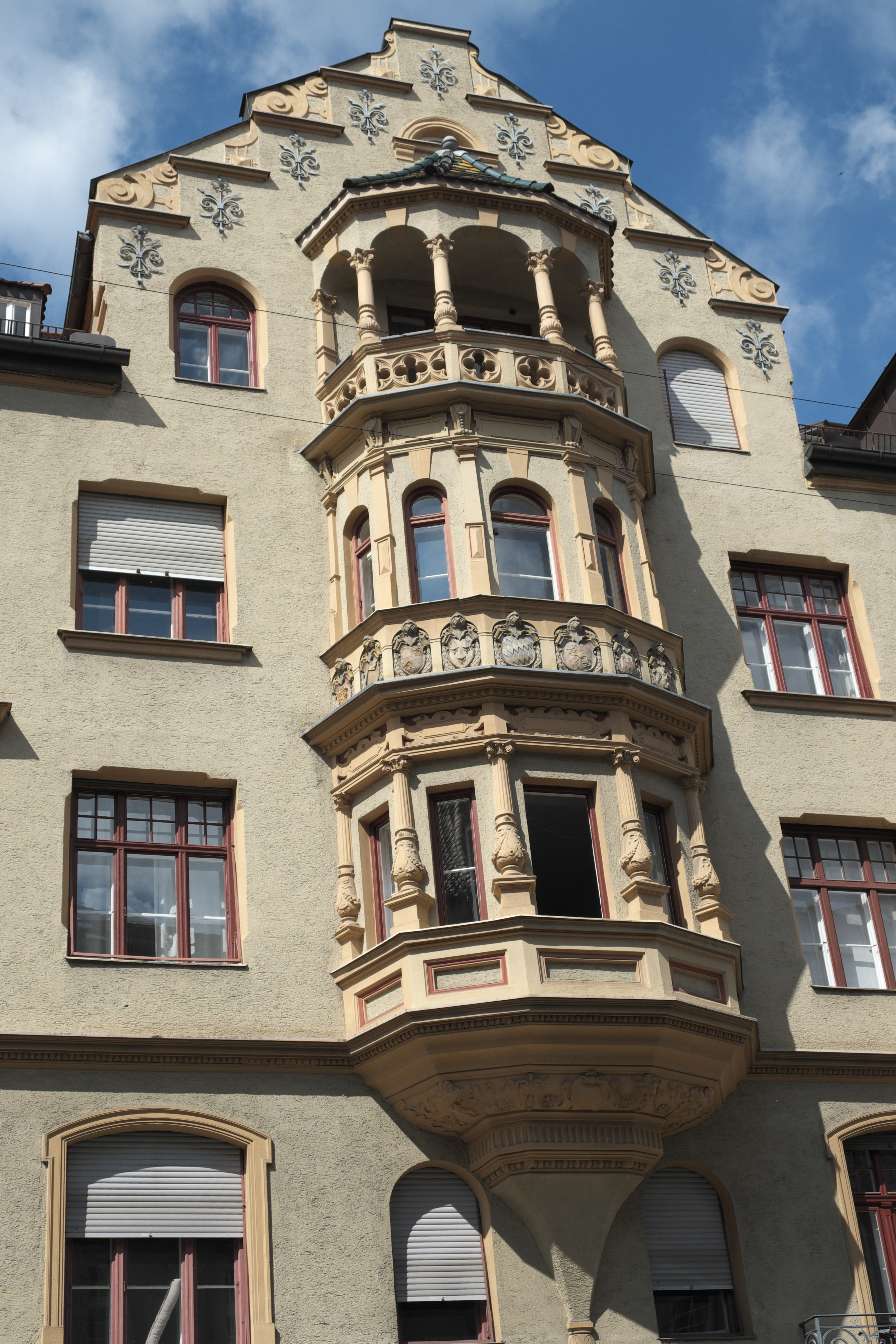
Erker
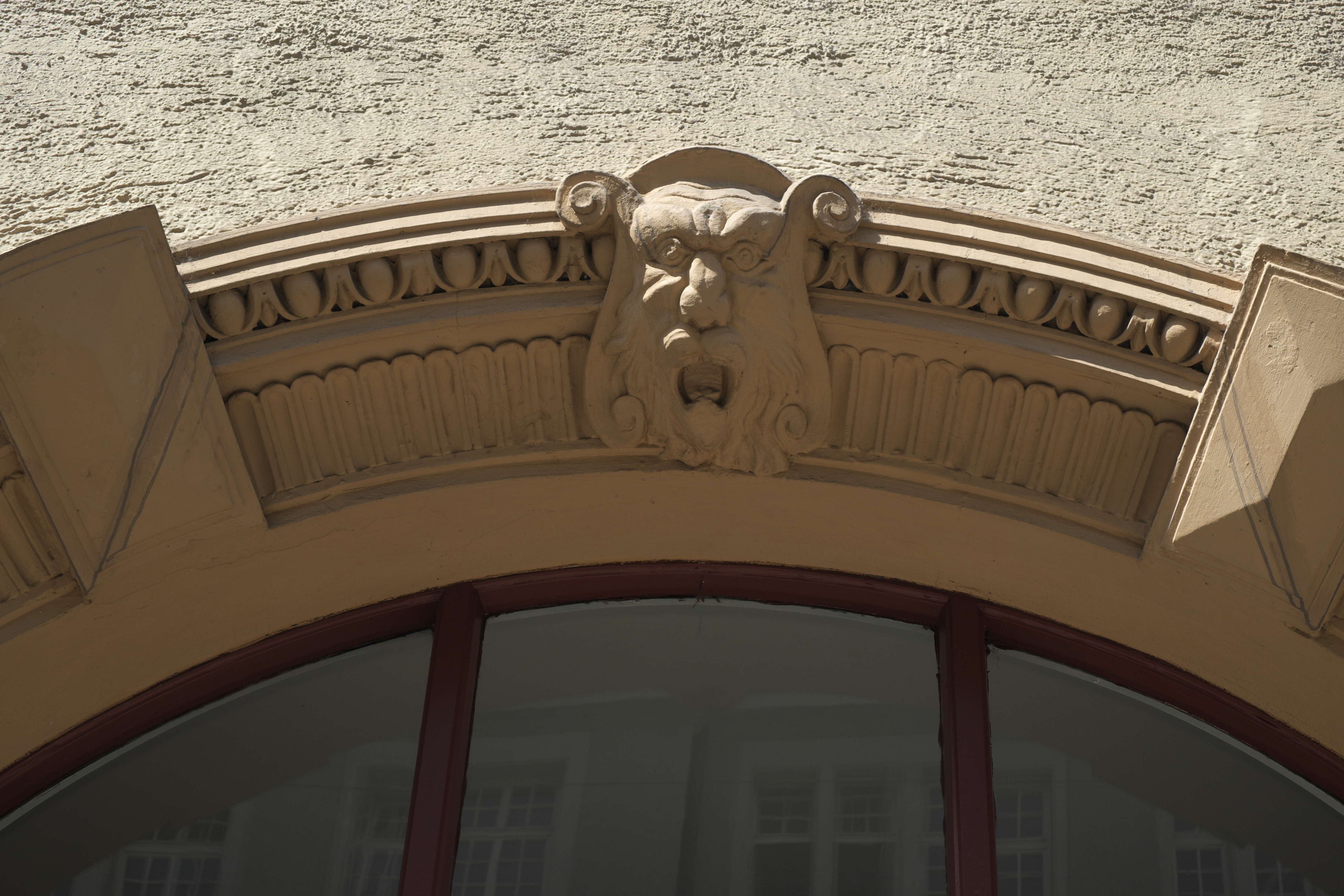
Fensterbogen